# المغازی (واقدی)
المغازی از مهم‌ترین آثار محمد بن عمر واقدی مورخ و سیره‌نویس سدهٔ دوم و سوم هجری است. در مقایسه با سیرهٔ ابن اسحاق، این کتاب از نظر وسعت و ارائهٔ جزئیات بر اثر ابن اسحاق برتری دارد. واقدی برای نوشتن مغازی پیامبر اسلام، از تمام منابع شفاهی و مکتوب، اطلاعات نسب‌شناسان و بازدید از مناطق جنگی این نبردها استفاده کرده‌است. بررسی برخی سندهای کتاب، نشان‌دهندهٔ آن است که واقدی از منابع رسمی و احتمالاً مکتوب نیز استفاده کرده‌است. مارسدن جونز آن را با مقدمه‌ای دربارهٔ شرح‌حال واقدی و سیره‌نویسی در سال ۱۹۶۶ منتشر کرد.

## ترجمهٔ فارسی
مغازی (تاریخ جنگ‌های پیامبر) با ترجمهٔ محمود مهدوی دامغانی در سال ۱۳۶۲ منتشر و در مراسم کتاب سال جمهوری اسلامی ایران به‌عنوان کتاب برگزیده معرفی شد.